# LP 890-9
LP 890-9, también conocida como SPECULOOS-2 o TOI-4306, es una enana roja de alto movimiento propio ubicada a 105 años luz (32 pc) del Sistema Solar en la constelación de Erídano. La estrella tiene el 12% de la masa y el 15% del radio del Sol, y una temperatura de 2871 K (2598 °C). A partir de 2022, fue la segunda estrella más fría encontrada para albergar un sistema planetario, después de TRAPPIST-1.

## Sistema planetario
En 2022, se descubrieron dos exoplanetas en órbita alrededor de esta estrella. El primer planeta, LP 890-9 b, se identificó inicialmente usando el TESS. Otras observaciones usando SPECULOOS confirmaron este planeta y descubrieron un segundo planeta, LP 890-9 c. Ambos planetas son probablemente planetas terrestres, algo más grandes que la Tierra. El planeta exterior LP 890-9 c orbita dentro de la zona habitable, y es un objetivo favorable para la caracterización atmosférica utilizando el JWST.
LP 890-9 c orbita cerca del borde interior de la zona habitable conservadora, y los modelos difieren en cuanto a si es más probable que el planeta se parezca a la Tierra o Venus. Los espectros de JWST deberían hacer posible distinguir entre estos dos escenarios. El planeta está bloqueado por mareas. Si bien la ubicación del planeta en la zona habitable sugiere una gran posibilidad de una atmósfera y un clima similares a los de la Tierra, el gran tamaño del planeta puede afectar su habitabilidad. Además, el planeta está lo suficientemente cerca de su estrella que la poderosa radiación puede reducir su habitabilidad.
| Planeta | Masa     | Semieje mayor (UA) | Periodo orbital (días)            | Excentricidad | Inclinación               | Radio                    |
| ------- | -------- | ------------------ | --------------------------------- | ------------- | ------------------------- | ------------------------ |
| b       | <13,2 M⊕ | 0.01875±0.00010    | 2.7299025 (+0.0000034;−0.0000040) | ?             | 89.67° (+0.22−0.33) °     | 1.320 (+0.053;−0.027) R⊕ |
| c       | <25,3 M⊕ | 0.03984±0.00022    | 8.457463±0.000024                 | ?             | 89.287° (+0.026;−0.047) ° | 1.367 (+0.055;−0.039) R⊕ |